# Stomi

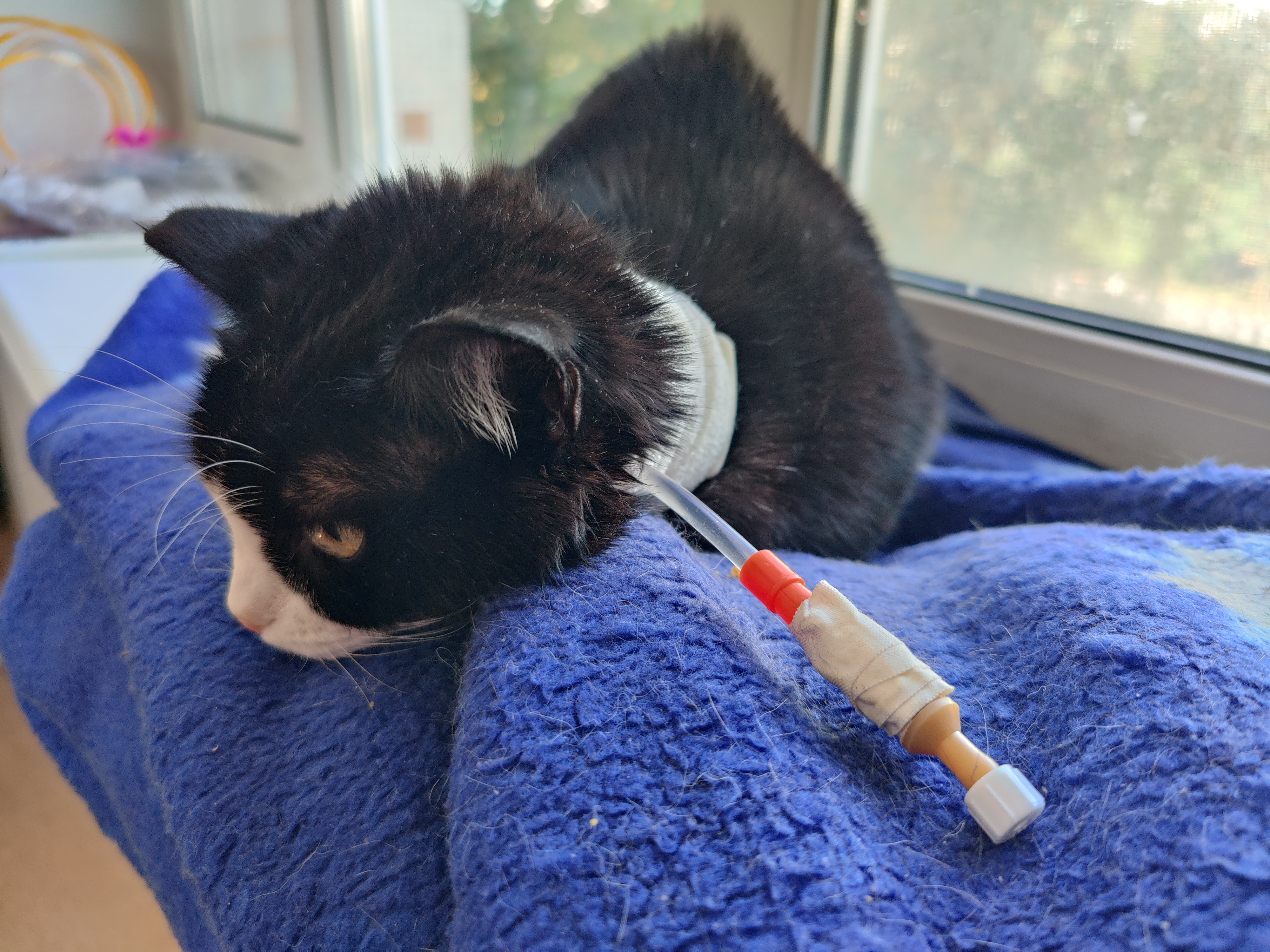

Stomi (av latinska stoma, av grekiska avστόμᾰ, stóma, "mun" eller "öppning") är en medicinsk term för ett kirurgiskt ingrepp där man placerar en öppning på magens framsida (buken) med syfte att tömma kroppens avfall, såsom urin eller avföring. Den första lyckade stomioperationen utfördes år 1793. År 1750 berättas i Kungl. Vetenskapsakademiens Handlingar om en dräng i Värmland som genom en olycka, i vilken han i ett fall från en häst hade blivit genomborrad av en gärdsgårdsstör, hade fått en öppning in i tarmen. Efter läkningen bär han en egenhändigt gjord läderpåse på magen där "excrementerna utgå genom sidan af veka lifvet".

## Olika typer av stomi
- Kolostomi (även stavat colostomi) – stomi av tjocktarmen (colon).
- Ileostomi (loopileostomi) – stomi av tunntarmen.
- Urostomi – borttagning av urinblåsan, som ersätts av en del av tunntarmen.
- Transversostomi – stomi av mellersta delen av tjocktarmen.

## Indikationer
Orsaken till att man väljer att anlägga en stomi är ofta operationer där man tar bort en del av tarmen (tarmresektioner), till exempel vid 
- Tjocktarmscancer
- Ändtarmscancer
- Avgränsad tarmdöd, så kallad gangrän, till exempel vid tarmvred
- Ulcerös colit
- Morbus Crohn
- Inflammatoriska tumörsjukdomar, tarmsjukdomar, divertikulos eller medfödda missbildningar

Stomin kan vara permanent eller vara avsedd att "nedläggas", det vill säga att i ett senare skede återanslutas till den återstående tarmslingan i buken för att förhoppningsvis återfå en normal tarmfunktion.

## Funktion
Genom att lägga ut tarmöppningen på buken avlastas den eventuella sträcka som finns kvar och får läka, vilket kan vara gynnsamt inför en senare nedläggning. Stomin täcks av ett stomibandage/stomipåse, som fästs på en platta på huden. Denna samlar upp tarminnehållet och kräver manuell tömning, ofta flera gånger per dag.
Konsistensen av avföringen från stomin beror till stor del på var i tarmloppet stomin har inrättats. Som tumregel gäller att ju närmare magsäcken, desto vattnigare och lösare blir innehållet i påsen, då vätska normalt absorberas utmed hela tarmens längd. Detta måste ibland korrigeras med ökat vätskeintag.

## Att leva med stomi
Många tycker det är jobbigt och pinsamt att leva med en stomi, speciellt i sociala situationer. Oron över om den ska läcka, lukta eller synas kan hindra en stomipatient från att leva ett normalt socialt liv. Dock finns nuförtiden väl utvecklade, moderna material som ger goda förutsättningar för patienten att kunna fungera som vanligt. Det går bra att motionera och bada utan att stomins funktionalitet störs.
Man kan få störd nattsömn av att behöva tömma eller byta stomibandaget. Detta kan undvikas genom att man låter bli att äta och dricka kvällstid.
Eftersom identiteten är så starkt knuten till kroppen kan en stomioperation påverka patientens integritet och självkänsla mycket negativt. Det är viktigt att patienten är väl informerad både skriftligt och muntligt om de fysiska förändringar denna typ av operation innebär. Då leder detta till att patienten har lättare att acceptera den nya situationen och rehabiliteringen kommer att få bättre effekt.

## Kosten
Vanlig konsumtion är oftast lämplig efter en  stomioperation där stomin inte är kopplad till tarmen tex. Urostomi. När man är nyopererad och fått en kolostomi eller ileostomi så är det viktigt att man äter mat som är lätt och snäll mot magen. Sedan får pröva sig fram för att upptäcka vad som är mer eller mindre lämpligt för honom/henne. Det är viktigt att man tuggar maten noga och extra viktigt för personer med ileostomi att få i sig mycket vätska. Även vätskeersättning kan behövas vid tex. varma dagar, så man får i sig tillräckligt med salter/elektrolyter. För många med stomi kan gaser vara ett problem och då bör gasbildande mat undvikas eller endast ätas i små mängder. Även här får man testa sig fram för att se, då det är olika från person till person. Exempel på gasbildande mat är bönor, kål och lök. Även kolsyrad dryck är gasbildande. 
Vad man kan äta och inte, är väldigt olika. Men för personer med ileostomi så bör man vara extra försiktig med bland annat:  
• Trådig mat - tex. Apelsiner och andra citrusfrukter, sparris och svamp. Då detta kan leda till tarmvred. 
• Svårsmält mat till exempel mandlar, valnötter, linfrön, chiafrön etc. innehåller stora mängder olösliga fibrer. Som för en person med frisk mage och hela tarmen kvar ofta kan bli förstoppade utav. Så är det för personer med ileostomi väldigt likt en förstoppning men då tunntarmen inte kan bryta ner fibrerna så kan det bli ett stopp i tarmen som i sin tur kan leda till tarmvred.

### Webbkällor
- Vårdhandboken
- ILCO (Riksförbundet för stomi- och reservoaropererade)
- RMT (Riksförbundet för Mag- och Tarmsjuka)
- Coloplast - Mat och dryckråd
- Coloplast - Vanliga frågor om att leva med stomi